# Carlos Cáceda
Carlos Alberto Cáceda Ollaguez (* 27. September 1991 in Lima) ist ein peruanischer Fußballtorhüter.

## Karriere

### Verein
Cáceda begann seine Profikarriere 2008 bei Alianza Atlético. In zwei Spielzeiten kam er dort nur auf einen einzigen Einsatz in der Torneo Descentralizado. Im Januar 2011 wechselte er zu Universitario de Deportes. In seinem ersten Jahr bei Universitario gewann er die Copa Libertadores Sub-20. Am 5. November 2011 debütierte er für seinen neuen Klub in der Primera División. 2013 gewann er mit Universitario die Meisterschaft, wurde in dieser Spielzeit jedoch nur einmal eingesetzt. Nach einer Verletzung von Raúl Fernández gelang Cáceda 2016 der Durchbruch zum Stammtorhüter. Am Ende der Spielzeit wurde er als bester Torhüter der Primera División ausgezeichnet.
Anfang 2018 nahm ihn der mexikanische Klub CD Veracruz unter Vertrag, der Cáceda umgehend an Deportivo Municipal verlieh. Mitte des Jahres wurde er von Veracruz an Real Garcilaso weiterverliehen. Vor Beginn der Spielzeit 2019 unterschrieb er einen Vertrag bei FBC Melgar.

### Nationalmannschaft
Cáceda nahm mit der peruanischen U-20-Nationalmannschaft an der südamerikanischen U20-Fußballmeisterschaft 2011 im eigenen Land teil. Peru schied bereits nach der Gruppenphase aus.
Sein Debüt in der A-Nationalmannschaft gab er am 28. Mai 2016 in einem Freundschaftsspiel gegen El Salvador. Anlässlich der Copa América Centenario 2016 nominierte ihn Trainer Ricardo Gareca für das peruanische Aufgebot. Er wurde während des Turniers nicht eingesetzt.
Anlässlich der Fußball-Weltmeisterschaft 2018 in Russland wurde er in das peruanische Aufgebot berufen. Cáceda blieb erneut ohne Einsatz.
2019 berief ihn der Trainer der peruanischen U-23-Nationalmannschaft Nolberto Solano für das Fußballturnier bei den Panamerikanischen Spielen in der peruanischen Hauptstadt Lima. Zur Copa América 2019 und 2021 wurde Cáceda wiederholt für ein großes internationales Turnier nominiert. Wie schon bei der WM 2018 erhielt Pedro Gallese jeweils den Vorzug im peruanischen Tor.

## Erfolge
- Copa Libertadores Sub-20: 2011
- Peruanischer Meister: 2013